# Alberto Cangiano
Alberto Cangiano (Benevento, 19 marzo 1914 – 1998) è stato un politico italiano.

## Biografia
Nato a Benevento nel 1914 da Vincenzo Cangiano ed Emma La Camera, militò politicamente nelle file del Movimento Sociale Italiano, partito del quale fu a lungo segretario provinciale. Venne eletto più volte consigliere comunale e dal dicembre 1952 al febbraio 1954 fu sindaco di Benevento. Nel 1959 fu eletto all'unanimità primo governatore del locale Lions Club. Morì nel 1998.